# Santo Tomas (Pangasinan)
Santo Tomas é um município de  quinta classe de renda municipal (d) na província Pangasinan, nas Filipinas. De acordo com o censo de 1 de maio  de  2020 possui uma população de 14 878 pessoas e 3 816 domicílios.